# Pet Sematary (film 2019)
Pet Sematary è un film del 2019 diretto da Kevin Kölsch e Dennis Widmyer.
La pellicola, con protagonisti Jason Clarke, Amy Seimetz e John Lithgow, è l'adattamento cinematografico dell'omonimo romanzo del 1983 scritto da Stephen King, già portato sul grande schermo nel 1989 col film Cimitero vivente.

## Trama
Louis Creed, medico di Boston, si trasferisce nella città di Ludlow con sua moglie Rachel, i due figli Ellie e Gage e il loro gatto Winston Churchill, soprannominato "Church". Mentre esplora il bosco intorno alla casa, Ellie si imbatte in un corteo funebre con dei bambini che indossano maschere di animali che portano un cane morto ad un cimitero, sul cui arco di ingresso è scritto "Pet Sematary". Jud Crandall, il vicino di casa, raccomanda a Ellie e Rachel di non avventurarcisi da sole.
All'ospedale, Louis rimane scioccato dopo non essere riuscito a salvare un giovane di nome Victor Pascow, investito da un veicolo. Durante la notte, Louis sogna di incontrare Pascow, che gli mostra il cimitero e gli dice di non passare oltre poiché quel luogo è pericoloso. Louis si sveglia e scopre di avere i piedi coperti di fango e aghi di pino.
Il giorno di Halloween, Church viene investito da un camion. Jud porta Louis nel cimitero, apparentemente per seppellirlo, ma il giorno dopo, Louis è scioccato nel vedere Church di nuovo in vita, ma molto più aggressivo. Louis chiede spiegazioni a Jud, che gli rivela che quell'antico cimitero è in grado di riportare in vita i morti ed è abitato da uno spirito chiamato Wendigo. Dopo che Church attacca Gage, Louis cerca di sopprimerlo, per poi cambiare idea e liberarlo in un'area lontano dalla casa, dicendo ad Ellie che è fuggito.
Il giorno del compleanno di Ellie, quest'ultima vede Church vicino alla strada e gli corre incontro insieme a suo fratello, mentre si avvicina un grosso camion cisterna. Gage viene salvato da Louis ed il camionista si schianta contro un albero cercando di non investire Ellie; nonostante tutto, la cisterna si sgancia e la colpisce, uccidendola. La famiglia è devastata e Rachel e Gage se ne vanno per andare a stare un po' con i genitori di lei. Jud, capendo che Louis vuole resuscitare la bambina, cerca di impedirglielo spiegando che a volte è meglio piangerli da morti. Pur essendo stato avvertito anche dallo spirito di Pascow, Louis droga Jud e si dirige all'antico cimitero, dove il Wendigo gli permette di seppellire Ellie. La bambina ritorna, manifestando subito un comportamento anormale.
A casa dei suoi genitori, Rachel è tormentata dalle visioni di sua sorella Zelda, malata di meningite spinale e morta dopo essere caduta nel vano di un passavivande. Nel mentre, anche Gage è tormentato dalle visioni di Pascow. Nel frattempo, Jud si sveglia e affronta Louis, che afferma che va tutto bene e lo manda via; Jud vede poi Ellie che lo spia dalla finestra di camera sua. Terrorizzato, l'uomo raggiunge casa sua e prende una pistola per uccidere la bambina. Mentre la sta cercando viene distratto da Church, permettendo ad Ellie di tagliargli il tendine del tallone; prende brevemente la forma di sua moglie Norma e lo sgozza, mentre Church osserva compiaciuto.
Quando Rachel e Gage ritornano a casa vi trovano Ellie. Scioccata, Rachel viene pugnalata allo stomaco, ma riesce a barricarsi in camera da letto con Gage. Louis, nel mentre, torna a casa e trova il cadavere di Jud e Church (i cui occhi brillano in modo inquietante). Dopo essere tornato a casa, vede Rachel che cerca di calare Gage giù dalla finestra; dopo aver afferrato il bambino, Louis osserva Rachel morire mentre lo implora di non seppellirla, per poi chiudere Gage nella macchina. Ellie stordisce Louis e seppellisce Rachel nell'antico cimitero; quando Louis si sveglia e cerca di ucciderla, viene impalato dalla resuscitata Rachel con un segnavento, venendo anche lui seppellito. 
Insieme a Church, i tre bruciano la casa di Jud e si avvicinano alla macchina all'interno della quale c'è Gage, a cui Louis fa cenno di sbloccare la serratura.

## Produzione
Le riprese del film iniziano il 18 giugno 2018 a Toronto, e terminano nell'ottobre dello stesso anno.

## Promozione
Il primo trailer del film viene diffuso il 10 ottobre 2018.

## Distribuzione
La pellicola è stata presentata al South by Southwest il 16 marzo 2019 e distribuita nelle sale cinematografiche statunitensi a partire dal 5 aprile dello stesso anno e in quelle italiane dal 9 maggio.

## Riconoscimenti
- 2019 - Saturn Award[5]
  - Candidatura per il miglior film horror
  - Candidatura per il miglior attore non protagonista a John Lithgow
  - Candidatura per il miglior trucco a Annick Chartier e Adrien Morot

## Prequel
Nel marzo 2019 di Bonaventura ha dichiarato che erano iniziate le discussioni sullo sviluppo di un prequel. Buhler lo ha ribadito, affermando che una continuazione esplorerebbe "scavando nella mitologia della città, questi rituali che i bambini presentano, la mitologia del Mi'kmaq, del Wendigo, il cimitero, le origini, la vita di Jud". Nel febbraio 2021, il film ha avuto ufficialmente il via libera con Buhler e di Bonaventura che sono tornati rispettivamente nei ruoli di sceneggiatore e produttore. Il progetto sarà distribuito in streaming, come film esclusivo su Paramount+. L'uscita del prequel, intitolato Cimitero vivente - Le origini (Pet Sematary: Bloodlines), è prevista per l'ottobre 2023.